# لاضية جديدة
النيو لاضية أو اللاضية الجديدة هي فلسفة تعارض العديد من أشكال التقانات الحديثة. يستخدم مصطلح لاضية عمومًا باعتباره تحقيرًا للأشخاص الذين يظهرون ميولًا معادية للتقانة. يعتمد الاسم على الإرث التاريخي لللاضيين الإنجليز، الذين كانوا نشطين بين عامي 1811 و1816.